# Wilton Daniel Gregory
Wilton Daniel Gregory (Chicago, 7 de dezembro de 1947) é um cardeal estadunidense da Igreja Católica, arcebispo emérito de Washington.

## Biografia

### Início da vida e educação
Wilton Gregory nasceu em Chicago, Illinois, filho de Wilton e Ethel (Duncan) Gregory. Um de três filhos, ele tem duas irmãs: Elaine e Claudia. Os pais de Gregory se divorciaram quando ele era muito jovem, e sua avó, Etta Mae Duncan, mudou-se posteriormente com a família para sua casa no South Side. Em 1958, ele foi matriculado na Escola de Gramática St. Carthage, onde decidiu se tornar padre antes mesmo de se converter ao catolicismo. Ele foi batizado e recebeu sua Primeira Comunhão em 1959, e foi confirmado pelo bispo Raymond P. Hillinger no final daquele ano.
Gregory formou-se na St. Carthage em 1961, depois frequentou o Seminário Preparatório Sul de Quigley e o Niles College em Chicago, e o Seminário Santa Maria do Lago em Mundelein.

### Ordenação e ministério
Aos 25 anos, foi ordenado padre pelo cardeal John Patrick Cody em 9 de maio de 1973. Estagiou em estudos avançados no Pontifício Ateneu de Santo Anselmo, em Roma, e obteve o grau de doutor em Sagrada Liturgia.
Gregory realizou um trabalho pastoral em Nossa Senhora do Perpétuo Socorro de Glenview e em Mary, sede da Paróquia Wisdom em Park Ridge, Illinois. Ele também ensinou no Saint Mary of the Lake Seminary e serviu como mestre de cerimônias sob os cardeais Cody e Bernardin.

### Bispo Auxiliar de Chicago
Em 18 de outubro de 1983, o Papa João Paulo II o nomeou como bispo-auxiliar de Chicago. Foi consagrado como bispo-titular de Oliva em 13 de dezembro pelo cardeal Joseph Louis Bernardin, arcebispo de Chicago, coadjuvado por Alfred Abramowicz e Nevin William Hayes, O. Carm., bispos-auxiliares de Chicago.

### Bispo de Belleville
Gregory permaneceu em Chicago até 29 de dezembro de 1993, quando foi nomeado o sétimo bispo de Belleville; ele foi instalado em 10 de fevereiro de 1994.
De 2001 a 2004, Gregory atuou como presidente da Conferência dos Bispos Católicos dos Estados Unidos, o primeiro afro-americano a dirigir uma conferência episcopal, como vice-presidente de 1998 a 2001 e também presidente de várias comissões. Durante sua presidência, os bispos americanos emitiram a "Carta para a Proteção de Crianças e Jovens" em resposta a casos de abuso sexual por parte de membros do clero. Ele também é membro do Conselho de Curadores da Universidade Católica da América. Em 2002, em reconhecimento à sua atuação no escândalo de abuso sexual com desculpas repetidas e a excomunhão de sacerdotes, ele foi escolhido como Time Person of the Week.

### Arcebispo de Atlanta

Brasão como Arcebispo de Atlanta

O Papa João Paulo II, em uma de suas últimas nomeações episcopais antes de sua morte, nomeou o bispo Gregory como sétimo arcebispo de Atlanta em 9 de dezembro de 2004 e sua instalação ocorreu em 17 de janeiro de 2005.
Gregory tem atuado na Igreja Católica na defesa da prevenção e na implementação de políticas para proteger os fiéis do abuso sexual por religiosos católicos romanos. Ele tem sido um dos principais bispos dos Estados Unidos em relação a esse empreendimento.
Gregory escreve uma coluna quinzenal para o jornal católico romano da Arquidiocese de Atlanta, The Georgia Bulletin, intitulado "What I Have Seen and Heard" ("O que vi e ouvi"). Nela, ele compartilha regularmente reflexões sobre sua fé, trabalho e experiências.
Gregory foi elogioso da exortação apostólica do Papa Francisco, Amoris laetitia. Em uma conferência de 2017 no Boston College, ele descreveu-a como "um documento que reconhece os reais e sérios problemas e desafios que as famílias enfrentam hoje, mas ao mesmo tempo é uma proclamação de esperança através da misericórdia e graça de Deus". Gregory falou do Papa Francisco como alguém que "desafia a igreja e seus pastores a ir além de pensar que tudo é preto e branco, de modo que às vezes fechamos o caminho da graça e do crescimento".
Em 2018, um grupo de católicos iniciou uma petição pedindo que Gregory removesse o monsenhor "pró-LGBT" Henry Gracz do Santuário da Imaculada Conceição, em Atlanta, de seu cargo de conselheiro espiritual de vítimas de abuso sexual por supostamente ir contra o ensinamento da Igreja. Gregory recusou, dizendo que "não há planos" para remover Gracz de seu papel consultivo. Ele acrescentou: "Monsenhor Gracz está seguindo a admoestação do Papa Francisco para acompanhar as pessoas na periferia da sociedade. Seu coração sacerdotal não está fechado para aqueles que se encontram incompreendidos ou rejeitados".

### Arcebispo de Washington

Brasão como Arcebispo de Washington

Em 4 de abril de 2019, o Papa Francisco nomeou Gregory como arcebispo de Washington. Sua instalação ocorreu no dia 21 de maio de 2019.
Em uma entrevista em 1 de agosto de 2019, Gregory criticou a retórica do presidente Donald Trump. "Temo que os comentários públicos recentes de nosso presidente e de outros e as respostas que eles geraram tenham aprofundado as divisões e diminuído nossa vida nacional", disse ele. Ele acrescentou: "A crescente praga de ofensas e desrespeito em palavras e ações deve acabar."
Em 2 de junho de 2020, o presidente Donald Trump visitou o Santuário Nacional da Imaculada Conceição para coincidir com uma ordem executiva sobre liberdade religiosa. Gregory condenou a visita do presidente, dizendo "Acho desconcertante e repreensível que em qualquer instalação católica se permitisse sermos tão maltratados e manipulados de uma forma que viola nossos princípios religiosos, que nos chamam a defender os direitos de todas as pessoas, mesmo aquelas das quais possamos discordar."
Em 18 de setembro de 2020, após a renúncia de Hebert Bevard como Bispo de Saint Thomas, o Papa Francisco o nomeou para servir como administrador apostólico daquela diocese. É sufragânea da Arquidiocese de Washington, localizada no Caribe, e compreende a dependência ultramarina das Ilhas Virgens Americanas, especificamente, as ilhas Saint Thomas, Saint Croix e Saint John. A administração cessou em 2 de março de 2021, após a nomeação de Jerome Feudjio como bispo.

### Cardinalato
Em 25 de outubro de 2020, o Papa Francisco anunciou a sua criação como cardeal no consistório programado para 28 de novembro. Recebeu o anel cardinalício, o barrete vermelho e o título de cardeal-presbítero da Imaculada Conceição de Maria em Grotarossa.
Em 16 de dezembro de 2020, foi nomeado membro do Dicastério para os Leigos, a Família e a Vida.
Em 6 de janeiro de 2025, teve sua renúncia ao governo pastoral aceite pelo Papa Francisco.

## Controvérsias

### Controvérsia da residência
Em 2014, Wilton foi amplamente criticado depois que a Arquidiocese usou US$ 2,2 milhões de um legado para construir uma nova residência de arcebispo em uma propriedade doada para a igreja que também servisse como uma instalação de banquete e conferência. Em 13 de março, Gregory pediu desculpas aos membros da arquidiocese de Atlanta:
Eu não considerei o impacto sobre as famílias em toda a Arquidiocese que, embora lutando para pagar suas hipotecas, utilidades, mensalidades e outras contas, respondem fielmente ano após ano aos meus pedidos para ajudar com o financiamento de nossos ministérios e serviços. Não considerei o exemplo que estava estabelecendo(...) A todos vocês, peço desculpas sinceras e do fundo do meu coração(...) É minha intenção avançar deliberadamente e fazer um trabalho melhor de ouvir do que antes(...) Se for a vontade desses grupos representativos de confiança, a Arquidiocese iniciará o processo de venda da residência Habersham. Eu procuraria comprar ou alugar algo apropriado em outro lugar(...) Eu nunca colocaria em risco os relacionamentos pessoais e estimados que eu construí com tantos de vocês sobre algo que pessoalmente significa tão pouco depois de tudo.
Em abril de 2014, Gregory anunciou que planejava vender a casa, embora tivesse se mudado para ela apenas três meses antes.

### Oposição à LeiSafe Carry Protection Act
Em 2014, Gregory anunciou sua oposição à aprovação do House Bill (HB) 60, o Safe Carry Protection Act, também conhecido como Lei "Guns Everywhere", que permitiria que os residentes com uma licença portem uma arma escondida para trazer armas de fogo para "bares, igrejas, zonas escolares, edifícios governamentais e certas partes dos aeroportos. Gregory afirmou que as armas não serão permitidas nas igrejas católicas na Geórgia, sendo permitido apenas para militares e funcionários do serviço civil que são obrigados a tê-los.Ele afirmou que o porte de armas em igrejas coloca em risco indivíduos vulneráveis, como crianças, deficientes e idosos.Gregory é ainda contra a nova lei porque é contra os ensinamentos de Paz de Jesus.
Gregory escreveu:
E antes que essa legislação entre em vigor em julho, eu oficialmente restringirei a presença de armas em nossas instituições católicas, exceto aquelas transportadas pelo povo que as autoridades cívicas designaram e treinaram para nos proteger - e aqueles que são devidamente autorizados e militares. funcionários. A última coisa que precisamos é de mais armas de fogo em lugares públicos, especialmente naqueles frequentados por crianças e vulneráveis ... Em vez de tornar as armas mais disponíveis como solução, precisamos de líderes no governo e na sociedade que falem contra a violência em todos os aspectos da vida. vida e que ensinam formas de reconciliação e paz e que fazem justiça, não vingança, nosso objetivo.
A Lei Safe Carry Protection Act entrou em vigor em  de julho de 2014. Ela permite que proprietários de armas licenciadas carreguem armas em muitos locais públicos e privados, incluindo igrejas, propriedade escolar, bares, boates, bibliotecas e alguns prédios do governo na Geórgia. A lei foi apoiada pela Convenção Batista da Geórgia, que inclui 3.600 igrejas batistas na Geórgia, mas não é apoiada por líderes de igrejas católicas ou episcopais.

## Honras
Gregory foi premiado com os doutorados Litterarum humanarum doctor da Spring Hill College em Mobile , da Xavier University em Cincinnati e da McKendree University em Lebanon; Doutorados Honorários em Humanidades pela Lewis University em Romeoville e Fontbonne University; e um doutorado honorário em teologia da Catholic Theological Union em Chicago. Gregory também foi premiado com um grau honorário da Boston College em 2018.